# Gneus (Slawen)
Gneus war ein westslawischer Fürst in Mecklenburg oder Ostholstein 1036.
Er war Führer eines Stammes der Elbslawen im Einflussbereich des Herzogtums Sachsen. 1036 wurde er erwähnt, als er mit Fürst Anadrog bei Herzog Bernhard II. von Sachsen als Vasall in Hamburg erschien. Weitere Informationen über ihn sind nicht überliefert.
Es ist vermutet worden, dass es sich bei der Erwähnung des Gneus durch Adam von Bremen nur um die Endsilbe -gnew eines verstümmelten Namens handelt und damit der bei Saxo Grammaticus überlieferte Pribignew gemeint ist, der bei Adam nach seinem christlichen Taufnamen Uto (Udo) heißt.